# Helmut Elsner
Helmut Elsner (* 12. Mai 1935 in Wiener Neustadt; † 18. Jänner 2022 in Bad Reichenhall) war ein österreichischer Banker und langjähriges Vorstandsmitglied sowie Generaldirektor der BAWAG (bis 1964 Arbeiterbank). Er war eine zentrale Person der sogenannten BAWAG-Affäre, in deren Folge er im Jahr 2008 zu einer mehrjährigen Haftstrafe verurteilt wurde. Nach viereinhalb Jahren wurde er aus gesundheitlichen Gründen aus der Haft entlassen. Ab 2015 strebte er ein Wiederaufnahmeverfahren an.

## Leben

### Ausbildung und Karriere
Elsner wuchs in bescheidenen Verhältnissen in Graz auf. Seine Mutter war Angestellte bei Kastner & Öhler, sein Vater starb während des Zweiten Weltkriegs. Er besuchte eine Handelsakademie und begann anschließend seine berufliche Karriere im Jahr 1955 in einer Filiale bei der Arbeiterbank (seit 1964 BAWAG) in Graz. 
Bereits elf Jahre nach seinem Einstieg stieg er zum Filialleiter auf. Im Jahr 1978 wurde er vom damaligen BAWAG-Chef Walter Flöttl in die Zentrale nach Wien geholt, wurde Teil des Vorstandes, wo er für das kommerzielle Großkundengeschäft verantwortlich war. Im Jahr 1995 wurde er Vorstandsvorsitzender der Bank. 2003 ging er in Pension.
Am 21. Mai 2008 wurde Helmut Elsner zu zweieinhalb Jahren Haft in erster Instanz wegen Veruntreuung verurteilt, weil er laut Gericht dem ehemaligen Generaldirektor von Konsum Österreich Hermann Gerharter 550.000 Euro der BAWAG in bar geschenkt hatte, damit dieser die Prozesskosten aus dem Konsum-Prozess bezahlen könne.

### BAWAG-Prozess
Im Zuge der Insolvenz des US-amerikanischen Brokers Refco im Jahr 2005 wurden vertuschte Verluste von Zins- und Währungsspekulationen der BAWAG in der Zeit zwischen 1995 und 2000 öffentlich. Im Jahr 2007 wurde gegen Helmut Elsner, Wolfgang Flöttl (Sohn des ehemaligen BAWAG-Chefs Walter Flöttl) und sechs weitere Anklage erhoben.
Laut Anklageschrift sind Elsner und Komplizen ab Herbst 1998 ohne ausreichende Sicherheiten und Abfederungsmaßnahmen Geschäfte mit Investmentbanker Wolfgang Flöttl eingegangen. Man warf Elsner Untreue und Betrug vor. 
Elsner sagte zum Vorwurf der Untreue, dass Wolfgang Flöttl bei den Geschäften an sehr strenge Auflagen gebunden gewesen sei. Flöttl erwiderte, freie Hand gehabt zu haben und behauptete, von Elsner unter Druck gesetzt worden zu sein. Laut Anklage verspekulierte Flöttl innerhalb eines Schlags im Herbst 1998 639 Millionen Dollar, weil er gegen den japanischen Yen spekulierte. Bis in das Jahr 2000 wurde von Seiten der Bank weiter Geld nachgeschossen, weswegen laut Erhebungen von Staatsanwalt Georg Krakow der Schaden bis zum Jahr 2000 auf 1,44 Milliarden Euro angewachsen war. Aufgrund der Verluste musste der Österreichische Gewerkschaftsbund (ÖGB) damals Garantien gewähren, damit die Bawag keinen Bilanzverlust ausweist. 
Der Prozess begann am 16. Juli 2007 und endete am 4. Juli 2008 mit einem Schuldspruch wegen Untreue und Betrugs.
Helmut Elsner wurde zu neuneinhalb Jahren Haft verurteilt. Elsner habe den Aufsichtsrat der Bawag über die Veranlagungen von Wolfgang Flöttl getäuscht (Untreue) und sich eine Pensionsabfindung in der Höhe von 6,8 Millionen Euro erschlichen (Betrug).
Der Oberste Gerichtshof hob 2010 die Verurteilung wegen Betrugs auf, bestätigte aber die Verurteilung wegen Untreue. 
Da die Staatsanwaltschaft Elsner nicht mehr wegen Betrugs anklagte, strengte die Bawag wegen der Pensionszahlungen eine Subsidiaranklage an. Auch von dieser wurde er im Dezember 2015 freigesprochen. Elsner habe den Aufsichtsrat nicht getäuscht.
Im Juli 2011 wurde Elsner ein gerichtlich angeordneter, nachträglicher Strafaufschub wegen Haftunfähigkeit aus gesundheitlichen Gründen zugesprochen, und er kam frei. Im Februar 2015 stellte Elsners Anwalt einen Antrag auf Wiederaufnahme des Verfahrens. Wolfgang Flöttl solle wegen Betrugs zur Rechenschaft gezogen werden (dieser wurde freigesprochen) und das Urteil von Elsner wegen Untreue neu aufgerollt werden. Elsner wirft Flöttl vor, mindestens eine Milliarde Euro gestohlen zu haben. Der Antrag auf Wiederaufnahme wurde knapp zwei Jahre später im Dezember 2016 abgewiesen, woraufhin der Anwalt eine Beschwerde an das OLG Wien verfasste, die dann 2018 vom Oberlandesgericht Wien endgültig verworfen wurde.
In den Paradise Papers wurde bekannt, dass im Jahr 1990 innerhalb eines Monats auf der Karibik-Insel Aruba sieben Gesellschaften gegründet worden waren, bei denen Flöttl als Direktor fungierte. Diese hielt er bis 1999 und löste sie 2000 auf. Elsners Anwalt ist der Meinung, dass diese Gesellschaften im Verfahren hätten offengelegt werden müssen, um zu klären, ob Flöttl noch über Vermögen verfüge, um seine verursachten Verluste abzudecken. Es sei nun ein neuer Ermittlungsansatz der Strafverfolgungsbehörden gegeben.

## Sonstiges
Helmut Elsner war stellvertretender Vorsitzender des Gedenkdienst-Vereins „Niemals Vergessen“. Er lebte in der französischen Stadt Mougins und in Wien. Er war mit Ruth Elsner verheiratet und hatte eine Tochter. 
Im Jahr 1991 wurde er Mitglied der SPÖ, trat aber 2006 wieder aus.

## Auszeichnungen
- 2000: Großes Goldenes Ehrenzeichen für Verdienste um die Republik Österreich[11]